# Carlos IV como coronel de la Guardia de Corps

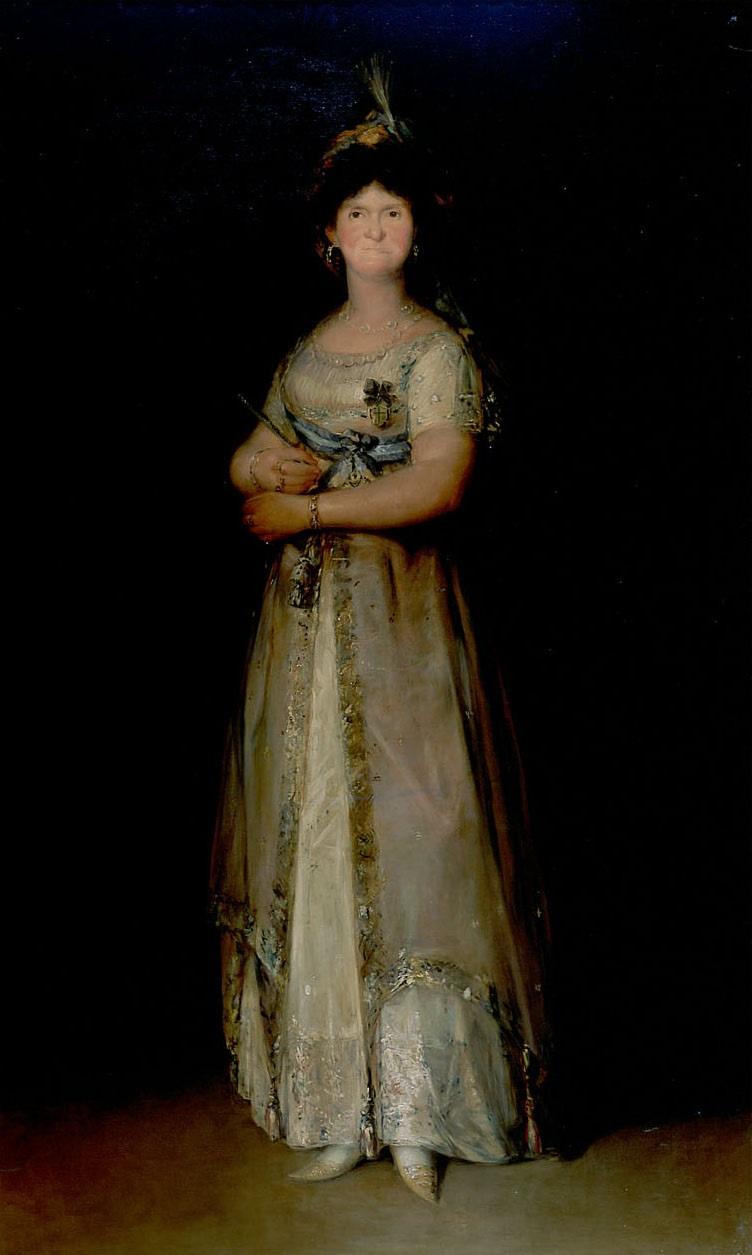
La Reina María Luisa en traje de corte, 1799-1800.

Carlos IV con uniforme de coronel de la Guardia de Corps es un  óleo del pintor Francisco de Goya (1746-1828). 
Carlos III, rey de España, en cuya corte trabajaba Goya, murió en 1788. Su hijo el príncipe Carlos (1748-1819), subió al trono español como Carlos IV. El nuevo rey, como su padre, valoró las obras de Goya y lo nombró pintor de cámara.
El retrato del rey y su pendant de La reina María Luisa con atuendo de corte fueron encargados por los monarcas como regalo para el ministro Manuel Godoy. Ambas pinturas estuvieron en la colección de Godoy hasta su caída en 1808. Actualmente se encuentran en Palacio Real de Madrid, y sus copias exactas obra de Agustín Esteve pertenecen a la colección del Museo del Prado. El historiador del arte José Luis Morales y Marín cree que las pinturas estaban destinadas originalmente a ser un regalo para Napoleón, pero la intención de los monarcas cambió bajo la influencia de la "Guerra de las naranjas" que desembocó en la invasión francesa de Península ibérica.
Se muestra al rey de pie a tamaño natural, ligeramente girado hacia la derecha, sobre un fondo oscuro y neutro en contraste con el piso claro. Lleva peluca blanca y el uniforme de coronel de la Guardia de Corps: levita azul oscuro forrada de rojo con chaleco y calzones del mismo color. Apoya la diestra en un bastón y con la otra mano sujeta el sombrero bicornio. Cruza su pecho la cinta azul y blanca y la cruz de la Orden de Carlos III, la cinta roja de la Orden napolitana de San Jenaro, y debajo de ella la cinta azul de la Orden francesa del Espíritu Santo. La Orden del Toisón de Oro, de la que era gran maestre, cuelga de su cuello con una cinta roja. También lleva los símbolos de las cuatro órdenes caballerescas españolas: Calatrava, Montesa, Alcántara y Santiago.